# 池田エライザ
池田 エライザ（いけだエライザ、英語: IKEDA Elaiza、1996年〈平成8年〉4月16日 - ）は、日本の女優、歌手、ファッションモデル、映画監督、タレント。『ニコラ』『CanCam』元専属モデル。本名および旧芸名は池田 依來沙（いけだ えらいざ）。
フィリピン生まれ、福岡県福岡市出身。エヴァーグリーン・エンタテイメント所属。

## 経歴

### 生い立ち
フィリピンで生まれ、日本の福岡県で育った。父は長崎県高島出身の日本人、母は歌手でモデル。母方の祖母はスペイン人、祖父はフィリピン人。

### モデル
2009年、ファッション雑誌『ニコラ』（新潮社）の第13回ニコラモデルオーディションでグランプリを獲得。同年10月号から「池田依來沙」名義で専属モデルとして活動を開始。2010年3月号という異例の速さで初表紙を飾る（伊藤夏帆と共同）。同年4月6日より「ニコログ」を担当する。2011年2月（3月号）、オーディション出身同期で同い年の春川芽生、松井愛莉、古畑星夏と4人でニコラ内のユニットを結成。ニコラ読者からユニット名を募集し、4月（5月号）にユニット名が決定。「♡4ever（ラブフォーエバー）」のユニット名で活動する。2012年4月号で初の単独表紙を飾る。2013年5月号をもって同誌を卒業。表紙掲載回数は7回（内単独表紙2回）であった。
2013年、6月号より『CanCam』（小学館）の専属モデルとなった。同時に名前を「依來沙」という漢字から「エライザ」のカタカナ表記に変更した。2016年5月号で、初めて表紙を飾った（山本美月と共同）。2017年2月号で初の単独表紙を飾った。2018年3月号をもって同誌専属モデルを卒業する。
2018年4月より、2018年度PARCO SWIM DRESSキャンペーンガールに起用される。

### 俳優
モデルとして活動するかたわらで芸能界入り当初より女優を目指し、オーディションを受けては落ち続ける日々を過ごす。
2011年公開の『高校デビュー』で映画デビューし、『絶叫学級』（2013年公開）にも出演。2014年、メイベリンニューヨークが展開するリップクリームシリーズ「BABY LIPS」のキャンペーン企画として制作されたVine史上初となる連続ドラマ『BABY MAGIC』で初主演を務める。
2015年、園子温監督の映画『みんな!エスパーだよ!』のヒロインに抜擢され、本格的に女優活動を開始する。同映画への出演はオーディションでの採用だったが、園に自身の映画をどう思うかと聞かれ、素直に「嫌いです。血みどろだったりセックスだったり、でも最終的には家族の愛なんてどんだけシャイなんだ」と答えたところ、受かったという。同年、DJ和によるMIX CD『サマパ!summer party mixed by DJ和』のジャケット写真に起用される。巨乳のビキニ姿の彼女がセルカ棒を持ち自ら撮影するという試みが行われた。2016年、東京ガールズコレクション公式のラブソング・コレクション『TGC presents LOVE ME MUSIC』のジャケット写真に起用される。撮影は東京ガールズコレクション2016 A/Wのキービジュアルを手掛けた蜷川実花が担当している。
2016年、globeのデビュー20周年プロジェクトの一つで、小室哲哉が描いた歌詞の世界を象徴的に映像として表現するミュージック・ビデオのプロジェクトに参加。その第1弾としてエライザは、「FACE」のビデオの主演を演じた。同年4月、モキュメンタリー方式で撮影されたドラマ『SHIBUYA零丁目』でドラマ初主演。同ドラマはフジテレビオンデマンド（FOD）にて配信ドラマとして配信された後、フジテレビにて地上波で再編集版が放送された。同年、アメリカ合衆国のガール・グループフィフス・ハーモニーのヒット曲「ワーク・フロム・ホーム feat タイ・ダラー・サイン」の日本版ミュージック・ビデオ「ワーク・フロム・ホーム feat 池田エライザ」に出演。ビデオでは曲名に因んで「働く女性」が表現されており、エライザはOL、寿司職人、清掃員、大工を演じている。また、ダンスも初めて披露している。
2017年3月31日にFODでライブストリーミング配信され、同年10月から12月にかけてフジテレビでも放送されたドラマ『ぼくは麻理のなか』でヒロイン・吉崎麻理役を演じた。同年11月公開の『一礼して、キス』で映画初主演を務める。
2019年、「リングシリーズ」の『貞子』に主演。同年、『夏、至るころ』で映画監督に初挑戦、公開は2020年12月4日となった。他、2019年10月からドラマ『左ききのエレン』ダブル主演でエレンを演じる。
2022年1月20日、バラエティ番組『ぐるぐるナインティナイン 「グルメチキンレース・ゴチになります!23」』（日本テレビ）のゴチメンバーとして発表された。同年12月29日、「グルメチキンレース・ゴチになります!23」でクビ決定になった。

### 音楽
2018年4月21日から音楽番組『The Covers』（NHK BSプレミアム）で司会に初挑戦。同番組内では2018年7月27日の 放送で「異邦人」を歌唱したのを皮切りに、度々歌声を披露している。
2020年8月26日に放送された『FNS歌謡祭 夏』（フジテレビ）にて地上波初歌唱。上白石萌音とのデュエットによる絢香の「I believe」とギター弾き語りによる中島みゆきの「時代」を披露した。
2021年7月14日、松本隆作詞活動50周年トリビュートアルバム『風街に連れてって!』に参加し、「Woman "Wの悲劇"より」（オリジナルアーティスト：薬師丸ひろ子）をカバーした。同年8月10日、「ELAIZA」の名義で音楽活動を本格的にスタートさせることを発表した。公式YouTubeチャンネルを開設し、アーティストデビューを告知する「イントロ」映像を公開。初アルバム『失楽園』から、デビュー曲「Close to you」を9月6日に先行配信。
2022年1月27日、映画『ライフ・ウィズ・ミュージック』主題歌「Together」の日本カバーソングアーティストに決定したことが発表された。
2024年3月13日、小田和正の「ラブ・ストーリーは突然に」のカバーを配信リリース。4月13日には約2年ぶりのライブ『ELAIZA BIRTHDAY LIVE ハピバだよ! 全員集合! ～桃収穫祭 in 渋谷』を東京・渋谷ストリームホールで開催。同公演が声出しが可能になってから行う初の公演であり、アンコールでは『ハッピーバースデー』を観客が大合唱し、ELAIZAの誕生日を祝福した。6月19日にはNHK『みんなのうた』で放映されている「Utopia」を配信リリース。また8月7日にはポルカドットスティングレイの雫がプロデュースを手掛けた新曲「FREAK」を配信リリース。同曲のミュージック・ビデオでは、ハッカー、女社長、ミュージシャン、モデル、ロリータの5役をELAIZA1人で演じた。

### その他
2014年、クラウドファンディングで300人から約280万円の資金調達に成功し、初となるモデルブック『@elaiza_ikd』を出版。
2020年には映画24区の青春映画製作プロジェクト「ぼくらのレシピ図鑑」シリーズの第2弾『夏、至るころ』で映画監督としてもデビュー。福岡県田川市を舞台に2019年夏に同地にて撮影が行われた。「第21回全州国際映画祭」シネマ・フェスト部門に正式招待。「第23回上海国際映画祭」のインターナショナル・パノラマ部門に出品。エライザは「エル シネマアワード2020」の「エル・ガール ニューディレクター賞」を受賞した。
スチールカメラマンとしても活動しており、同年の『週刊プレイボーイ』（集英社）において柳ゆり菜の表紙、巻頭グラビア撮影も担当した。なお、映画『SUNNY 強い気持ち・強い愛』では、『egg』（大洋図書）のモデルを演じている。

## 人物
4人兄弟。2人の兄と弟がいる。
読書好きで学生時代は図書委員や放送委員を務めていた。作家を志したこともある。本を読むきっかけになった作家は赤川次郎で最も好きな作家には寺山修司を挙げている。上白石萌音とはエライザの家で料理を作ったり歌ったりするなど共通の趣味で親交を深めている。上白石が橋渡しをする形で乃木坂46の元メンバーの生田絵梨花と友人になった。映画好きで女優としてだけでなくクリエイターとして映画作りにたずさわることに意欲を見せている。「ぴじょん」（愛称は「ぴじー」）と名付けたキエリボタンインコを飼っている。俳優の上杉柊平とは高校生時代から仲が良く幼馴染のように接していると語っている。

### 個人メディア
「現代は自らの情報は自ら発信するのが得策である」と考えていたエライザは所属事務所のスタッフらがまだ誰もアカウントの取得をしていなかったTwitterを始めた。自身にとっては無名も同然の時期であったが次々とフォロワーを獲得し次第にその名が知られるようになっていった。投稿する自撮り写真が評価され「自撮りの神」の異名をとる。2014年に自身のTwitterのアイコンとして口元をつまんで唇を尖らせたポーズをとった自撮り写真を使ったところファンによって「エライザポーズ」と名付けられた。エライザ本人の解説によると正しいエライザポーズのやり方は「片手の指を全部顎に添えて口元をグイッてやる。アヒル口になるまで押し上げて目はパッチリと開く」。同年に出演したバラエティ番組『ザ!世界仰天ニュース』（日本テレビ）で紹介されると更なる反響を呼んだ。
2015年に、Twitterに剛力彩芽と共にエライザポーズをとった写真を投稿。俳優の浅野忠信はInstagramに投稿したシンガーソングライターの岡村靖幸との写真でエライザポーズをとっている。
2020年6月19日、Twitterアカウントの運用終了を報告。以後はInstagramに絞っての発信となることを宣言した。

## 出演
主演作品の役名は太字で表示

### 映画
- 高校デビュー（2011年4月1日） - 竹本 役
- 絶叫学級（2013年6月14日） - 増田彩華 役
- みんな!エスパーだよ!（2015年9月4日） - ヒロイン・平野美由紀 役[73]
- オオカミ少女と黒王子（2016年5月28日） - 手塚愛姫 役[74]
- ReLIFE リライフ（2017年4月15日） - 狩生玲奈 役[75]
- トリガール!（2017年9月1日） - 島村和美 役[76]
- 一礼して、キス（2017年11月11日） - 主演・岸本杏 役[77]
- 伊藤くん A to E（2018年1月12日） - 相田聡子 役[78]
- チェリーボーイズ（2018年2月17日） - ヒロイン・釈笛子 役[79][80]
- となりの怪物くん（2018年4月27日） - 夏目あさ子 役[81]
- ルームロンダリング（2018年7月7日） - 主演・八雲御子 役[82]
- SUNNY 強い気持ち・強い愛（2018年8月31日） - 奈々 役[83]
- 億男（2018年10月19日） - あきら 役[84]
- 一夜再成名（2018年公開、香港映画） - 歌えなくなったアイドル 役[85]
- 映画 賭ケグルイ（2019年5月3日） - 桃喰綺羅莉 役[86]
- 貞子（2019年5月24日） - 主演・秋川茉優 役[87]
- 一度死んでみた（2020年3月20日） - あかね 役[88]
- 騙し絵の牙（2021年3月26日） - 城島咲 役[89]
- 映画 賭ケグルイ 絶体絶命ロシアンルーレット（2021年6月1日） - 桃喰綺羅莉 役（特別出演）[90][91]
- 真夜中乙女戦争（2022年1月21日） - ヒロイン・先輩 役[92][93][94]
- ハウ（2022年8月19日） - ヒロイン・足立桃子 役[95]
- おまえの罪を自白しろ（2023年10月20日） - ヒロイン・緒形麻由美 役[96]
- リライト（2025年6月13日） - 主演・石田美雪 役[97][98][99]

### テレビドラマ
- JKは雪女（2015年9月28日 - 10月19日、MBS） - 明洞院朱音 役[100]
- SHIBUYA零丁目（2016年4月24日、フジテレビ） - ハル 役[注 2]
- ヒロシマ8.6ドラマ ふろたき大将 故郷に帰る（2016年7月1日、NHK広島 / 8月4日、NHK総合） - 玲奈 役
- ホクサイと飯さえあれば（2017年1月23日 - 3月13日、MBS） - 有川絢子 役[101]
- 伊藤くん A to E（2017年8月21日 - 10月2日、MBS） - 相田聡子 役[78]
- アイ〜私と彼女と人工知能〜（2017年10月3日・10日、フジテレビ） - 桜井モモ 役
- 暇なJD・三田まゆ〜今夜、私と“優勝”しませんか〜（2017年12月28日、テレビ朝日） - 主演・三田まゆ 役[102]
- ストリートワイズ・イン・ワンダーランド -事件の方が放っておかない探偵-（2018年3月20日・27日、フジテレビ） - ハル 役
- 神奈川発地域ドラマ「R134/湘南の約束」（2018年6月27日、NHK BSプレミアム） - ヒロイン・天野リサ 役[103]
- 青と僕（2018年7月9日 - 8月13日、フジテレビ） - ヒロイン・紫織 役[104][注 3]
- tourist ツーリスト 第2話 台北篇（2018年10月2日、テレビ東京） - ヒロイン・津ノ森ホノカ 役[105]
- ルームロンダリング（2018年11月5日 - 28日、MBS） - 主演・八雲御子 役[106]
- デザイナー 渋井直人の休日 第3話（2019年2月1日、テレビ東京） - 京川夢子 役
- 二つの祖国（2019年3月23日・24日、テレビ東京） - 井本広子 役[107]
- 賭ケグルイ season2（2019年4月1日 - 4月29日、MBS） - 桃喰綺羅莉 役[86]
- 左ききのエレン（2019年10月21日（20日深夜） - 12月23日（22日深夜）、MBS / 10月23日（22日深夜） - 12月25日（24日深夜）、TBS） - 主演・山岸エレン 役（神尾楓珠とのW主演）[108]
- きょうの猫村さん（2020年4月9日 - 9月17日、テレビ東京） - 犬神尾仁子 役[109]
- 名建築で昼食を（BSテレ東・テレビ大阪） - 主演・春野藤 役
  - 名建築で朝食を（2020年8月16日 - 10月18日） [110]
  - 名建築で昼食を 大阪編（2022年8月17日 - 9月22日）[111]
- 働かざる者たち（2020年8月27日 - 10月1日、テレビ東京） - ヒロイン・川江奈々 役[112]
- あのコの夢を見たんです。 第10話（闇食い）（2020年12月5日、テレビ東京） - ヒロイン・池田エライザ（本人）役[113]
- 古見さんは、コミュ症です。（2021年9月6日 - 11月1日、NHK総合） - ヒロイン・古見硝子 役[114]
- 津田梅子〜お札になった留学生〜（2022年3月5日、テレビ朝日） - 山川捨松 役[115]
- DORONJO / ドロンジョ（2022年10月7日 - 12月16日、WOWOW） - 主演・泥川七音（ドロンジョ） 役[116]
- 祈りのカルテ 研修医の謎解き診察記録（2022年10月8日 - 12月17日、日本テレビ） - ヒロイン・曽根田みどり 役[117][118]
- 世にも奇妙な物語’23 夏の特別編「視線」（2023年6月17日、フジテレビ） - 主演・新谷杏奈 役[119]
- 舟を編む 〜私、辞書つくります〜（2024年2月18日 - 4月21日、NHK BS・NHK BSプレミアム4K） - 主演・岸辺みどり 役[120]
- 海に眠るダイヤモンド（2024年10月20日 - 12月22日、TBS） - リナ 役[121]

### 配信ドラマ
- 夏休みなんかいらない（2014年7月21日 - 9月22日、VAP） - 大木戸愛子 役
- SHIBUYA零丁目（2016年4月2日 - 2019年4月6日、FOD[注 4]） - 主演・ハル 役
- ぼくは麻理のなか（2017年3月31日 / 2017年6月6日 - 2019年6月5日、FOD） - 主演・吉崎麻理 役[注 5][29]
- colors（2018年3月30日 - 4月1日、FOD） - 紫織 役[122][注 6]
- tourist ツーリスト 第2話 台北篇（2018年秋、Paravi） - 津ノ森ホノカ 役[105]
- FOLLOWERS（2020年2月27日、Netflix） - 百田なつめ 役[123][18][124]
- 地面師たち 第2話 - 最終話（2024年7月25日、Netflix） - 倉持玲 役[125]

### 音楽番組
- The Covers（2018年4月21日 - 2021年3月28日、NHK BSプレミアム） - 司会[36][126]
- FNS歌謡祭 夏（フジテレビ）
  - 2020 FNS歌謡祭 夏　2020年8月26日
  - 2021 FNS歌謡祭 夏　2021年7月14日
  - 2022 FNS歌謡祭 夏　2022年7月13日 - ELAIZA 名義
  - 2025 FNS歌謡祭 夏　2025年7月2日 - ELAIZA 名義
- MUSIC FAIR（2021年12月4日、フジテレビ）

### バラエティ番組
- ネクストプリンセス（2009年10月4日 - 2010年3月28日、テレビ東京）[127]
- サンデージャポン（2015年7月 - 、TBS） - 不定期出演
- ぐるぐるナインティナイン（2022年1月20日 - 12月29日、日本テレビ） - 「グルメチキンレース・ゴチになります!23」レギュラー[128]

### テレビ番組
- news zero（2023年3月3日 - 24日、日本テレビ） 
  - 金曜パートナー[129]

### 舞台
- Air Studioプロデュース公演 『真夏のJuliet』 （2014年5月）
- 『Ever Green Entertainment Show2015』（2015年8月）
- 『Ever Green Entertainment Show2016』（2016年4月）

### インターネットテレビ
- nicola©（goomo） - 不定期出演
- 安室奈美恵ファッション総選挙 FASHION MOVIE BEST 50（2018年9月9日、AbemaTV）[130]

### ネット配信
- とびだすプリクラ☆キラデコレボリューション（ニンテンドーDSiウェア）

### ミュージックビデオ
- ぼくのりりっくのぼうよみ
  - 「sub/objective」（2015年）
  - 「CITI」（2015年）
  - 「Sunrise（re-build）」（2016年）
- U-KISS「Stay Gold」（2015年）
- globe「FACE」（2016年）
- indigo la End「鐘泣く命」（2017年）

### CM・広告
- アルケミスト
  - nicola監修 モデル☆おしゃれオーディション（2010年、自信アリ 篇 / 自信ナシ 篇）
  - nicola監修モデル☆おしゃれオーディション2（2011年、インタビュー 篇 / メイキング 篇）
- MAYBELLINE『BABY LIPS』（2014年9月）
- リクルート『Airレジ』（2015年1月）
- 『SHIBUYA 109』Spring 2015 イメージビジュアルモデル（2015年2月）
- 2015年秋冬コレクションadidas neoブランドアンバサダー（2015年7月）
- SMART MOBILE PHONE『スマモバ』オフィシャルアンバサダー（2015年11月）
- 『TSUTAYA』（2015年12月）
- ミュゼプラチナム「2016MUSEE鏡篇」（2016年5月2日 - ）[131]
- 花王
  - ロリエ きれいスタイル「残念ショーツになる前に」篇（2016年6月24日 - ）[132]
  - ビオレ マシュマロホイップ（2017年1月 - ）
- adidas neo×ASBee（2016年8月）
- 『minimo』（2016年11月）
- カラーコンタクト『LARME』（2016年11月）
- 紳士服『AOKI』（2017年2月 - ）
- 日本経済新聞 NIKKEI The STYLE「日本を変えて」篇（2017年2月 - ）
- コカ・コーラ
  - 『Coke ON』（2017年3月 - ）
  - 『コカ・コーラ』 「テレビの時間はコーク」編（2019年3月 - ）[133]
- PARCO SWIM DRESSキャンペーンガール（2018年度）[17]
- ロト＆ナンバーズ 「新しいロトもだち」篇、「皆で数字になろう!」篇（2018年）[134]
- Tポイント 「モバT！スマホに入ったTカード。」（2019年2月 - ）[135]
- 明治 「ヨーグルトドルチェとろけると」とろけると弁　出会い篇 / 自宅篇（2019年4月 - ）[136]
- au 三太郎「新しい物語～親指姫登場」篇（2019年5月31日 - ） - 親指姫 役[注 7][137]
- デサント ルコックスポルティフ（2020年1月 - ） - ブランドアンバサダー[138][139][140][141][142][143][144]
- ユニ・チャーム
  - ソフィSPORTS「疾走」篇（2020年5月 - ）[145]
  - ソフィはだおもい「オーガニック100％ 肌にやさしく」篇（2020年11月 - ）[146]
- SEIKO「ルキア　I Collection」（2021年2月 - ）[147]
- 資生堂
  - 「ANESSA」（2021年2月 - ）
  - 150周年企業広告「美しさとは、人のしあわせを願うこと。」篇 （2022年1月 - ）[148]
- デヴシスターズ 「クッキーラン: キングダム」（2021年9月 - ）[149]
- UCC上島珈琲
  - 「UCC COLD BREW BLACK」『香るどブリュー』篇（2021年3月23日 - ）[150]
  - 「UCC COLD BREW LATTE」（2022年3月 - ）[151]
- エスエス製薬「イブA錠EX」（2022年3月 - ）[152]
- ナッシュ『nosh』（2022年4月 - ）
- EXNOA『コードギアス 反逆のルルーシュ ロストストーリーズ』（2022年11月 - ）[153]
- 日本マクドナルド「大復活」篇（2023年5月 - ）[154]
- TWO『2Protein』（2023年7月 - ）[155]
- エイブル（2024年1月 - ）[156]
- アサヒグループ食品「ミンティア」（2024年3月 - ）[157]
- IG証券「自分を信じて、進む人へ。」篇（2024年10月 - ）[158]
- 東京シティ競馬（2025年4月7日 - ） - 年間イメージキャラクター[159]
- シャークニンジャ「Ninja Blast Max コードレスミキサー」（2025年5月30日 - ）[160]

### ファッションショー
- 東京ガールズコレクション
  - TOKYO GIRLS COLLECTION'1　3 A/W（2013年8月31日）
  - TOKYO GIRLS COLLECTION'14 S/S（2014年3月1日）
  - TOKYO GIRLS COLLECTION in FUKUSHIMA 2014（2014年4月29日）
  - TOKYO GIRLS COLLECTION'14 A/W（2014年9月6日）
  - TOKYO GIRLS COLLECTION'15 A/W（2015年9月27日）
  - TOKYO GIRLS COLLECTION KITAKYUSHU（2015年10月17日）
  - TOKYO GIRLS COLLECTION 2016 S/S（2016年3月19日）
  - TOKYO GIRLS COLLECTION 2016 A/W（2016年9月3日）
  - TOKYO GIRLS COLLECTION KITAKYUSHU 2016（2016年10月9日）
  - 東京ガールズコレクション 2017 S/S（2017年3月25日）
  - 東京ガールズコレクション 2017 A/W（2017年9月2日）
  - 東京ガールズコレクション 2018 S/S（2018年3月31日）
  - 東京ガールズコレクション 2019 S/S（2018年3月30日）[161]
- a-nation & GirlsAward island collection（CanCamステージ 2014年8月14日）
- 琉球アジアコレクション
  - 琉球アジアコレクション2014（2014年11月15日）
  - 琉球アジアコレクション2015/RACo2015（2015年10月25日）
- GirlsAward
  - GirlsAward 2015 A/W（2015年10月24日）
  - GirlsAward 2016 S/S（2016年4月9日）
  - GirlsAward 2016 A/W（2016年10月8日）
  - GirlsAward 2017 S/S（2017年5月3日）
- 関西コレクション
  - 関西コレクション 2016 S/S（2016年2月28日）
  - 関西コレクション 2016 A/W（2016年9月18日）
  - 関西コレクション 2017 S/S（2017年3月19日）
- SHIZUOKA COLLECTION 2015 A/W（2015年9月19日）
- 神戸コレクション 2016 S/S（2016年3月12日）
- FUKUOKA ASIA COLLECTION 2016 S/S（2016年3月20日）
- ULTRA TEEN'S FES『超十代』2016@TOKYO（2016年3月29日）
- 神戸コレクション 2016 A/W（2016年9月17日）
- Girls Fashion Festa TGC by girlswalker.com 2016 A/W（2016年9月24日）
- TOHOKU DREAM COLLECTION 2016（2016年10月22日）
- KOBE COLLECTION 2017 S/S（2017年3月4日）
- 福岡アジアコレクション 2017 S/S（2017年3月18日）
- 超十代ーULTRA TEENS FES－2017＠TOKYO（2017年3月28日）
- takagi presents TGC KITAKYUSHU 2017 supported by TOKYO GIRLS COLLECTION（2017年10月21日）
- Istyle presents TGC HIROSHIMA 2017 by TOKYO GIRLS COLLECTION（TGC広島2017）（2017年12月9日）

### 雑誌
- nicola（2009年10月号 - 2013年5月号、新潮社） - 専属モデル
- CanCam（2013年6月号 - 2018年3月号、小学館） - 専属モデル

### カタログ
- ニッセン『プチベリー』（2011年盛夏号 - ）
- セシール『cupop』（2012年春号 - ）

### 新聞
- 学生新聞 ※表紙[162]

## 作品

### ディスコグラフィティー

#### 配信
- みんなってエブリワン!（2021年1月14日）※親指姫名義[163]
- META（2022年9月14日）[164]
- Catch Up SANTA（2022年12月7日）[165]
- わたしたち（2023年7月19日）[166]
- スクラップ&ビルド（2023年10月11日）[167]
- ピーチジュース（2023年12月20日）[168]
- ラブ・ストーリーは突然に（2024年3月13日）[43]
- Utopia（2024年6月、7月期・NHKみんなのうた）[169]
- FREAK（2024年8月7日）[46]

#### アルバム
- 『失楽園』（2021年11月8日配信[170]、2022年6月22日発売[171]）

#### 楽曲参加
- 米津玄師「fogbound」（米津玄師とコラボ） - 歌唱ゲスト[172]
  - 米津玄師の4thアルバム『BOOTLEG』（2017年11月1日発売）に収録
- Woman "Wの悲劇"より
  - 松本隆作詞活動50周年トリビュートアルバム『風街に連れてって!』（2021年7月14日発売）[173]

### 映画（作品）
- 夏、至るころ（2020年12月4日）- 企画・原案・監督[48][174]
- MIRRORLIAR FILMS Season4『Good night PHOENIX』（2022年9月2日）- 監督[175][176]

### 雑誌連載
- ダ・ヴィンチ「七人のBookWatcher」（2016年10月 - 、KADOKAWA）

### 書籍
- 『@elaiza_ikd』（2014年10月11日、小学館）ISBN 9784091037534
- 『@elaiza_ikd LEVEL19→20』（2016年4月16日、小学館）ISBN 9784091037794

### 写真集
- pinturita（2019年5月31日、集英社、撮影：桑島智輝）ISBN 978-4087808667

### カレンダー
- 池田エライザ 2017年 カレンダー（2016年8月31日、ハゴロモ）
- 池田エライザ 2018年 カレンダー（2017年8月17日、ハゴロモ）
- 池田エライザ 2019年 カレンダー（2018年10月20日、ハゴロモ）

## 受賞歴
2009年
- ニコラモデル・オーディション グランプリ

2015年
- ベストスタイリングアワード2015 ティーン部門[177]

2016年
- アイ・オブ・ザ・イヤー2016 モデル部門[178]

2020年
- エル シネマアワード2020 「エル・ガール ニューディレクター賞」[52]